# 立川直臣
立川 直臣（たちかわ なおおみ、1951年1月27日 - ）は、日本の実業家。東京特殊電線代表取締役社長や、同社取締役会長、富士電機取締役等を歴任した。

## 人物・経歴
東京都出身。1975年北海道大学教育学部卒業、古河電気工業入社。2005年古河電気工業執行役員人事総務部長。2007年古河電気工業執行役員常務人事総務部長。2008年古河電気工業取締役兼執行役員常務CSO。2009年古河電気工業取締役兼執行役員常務CSO兼経営企画室長。ジェフユナイテッド市原・千葉の運営などにあたった。
2010年から東京特殊電線代表取締役社長を務め、インドネシアから上田市での国内生産の移管を行うなどした。2011年ソレキア取締役。2016年任期満了に伴い東京特殊電線取締役会長に異動し、富士電機取締役兼務。2017年東京特殊電線相談役。2018年古河電気工業顧問。古河電工健康保険組合理事長も務めた。